# Покровская церковь (Уфа)
Покровская церковь — приходская церковь Уфимской епархии Русской православной церкви. Старейшая сохранившаяся церковь Уфы.

## История
В 1817 году на территории посада Уфимской крепости на правом берегу реки Сутолоки были построены деревянные Храм во имя Святителя и Чудотворца Николая, а также Церковь в честь Покрова Пресвятой Богородицы. Деревянный Храм и Церковь в настоящее время не существуют.
Строительство каменной Церкви начал уфимский купец Д. С. Жулябин. На здании имеется табличка «Здание Покровской церкви построено в 1817 г. в стиле русского классицизма является памятником культовой архитектуры и охраняется государством». В Покровской церкви хранится старинная икона Покрова Пресвятой Богородицы. Придел во имя Святителя и Чудотворца Николая освящён в 1817 г. В 1823 году освящены главный храм и придел, обновлённый после пожара 1821 года. Закрыта в 1941 г. В течение некоторого времени использовалась как аптечный склад. Вновь открыта в 1957 году.

## Духовенство
- Настоятель храма — протоиерей Александр Данилов
- Протоиерей Рафаил Даутов
- Иерей Игорь Матренин
- Иерей Димитрий Коземаслов
- Диакон Сергий Иванов[3]